# Malungs OK Skogsmårdarna
Malungs OK Skogsmårdarna är en svensk orienteringsklubb som bildades redan 1935 men då under namnet OK Skogsmårdarna. Idag bedrivs aktiv verksamhet för såväl ungdomar, elit och bredd. En av Sveriges bästa orienteringsklubbar på herrsidan, med bland annat 2st VM-guld, 1 guld på Nordiska Mästerskapen, 1 guld i Wold Games, 10 SM-guld och 5st O-Ringensegrar under 2000-talet.

## Meriter
- 2012 Svenska mästare i stafett[4]
- 2009 Svenska mästare i stafett[4]
- 2001 Svenska mästare i stafett[4]

## Profiler
- William Lind
- Erik Rost
- David Andersson
- Max Peter Beijmer
- Jimmy Birklin

- Håkan Eriksson